# رضاآباد طاهری
رضاآباد طاهری، روستایی از توابع بخش مرکزی شهرستان چناران در استان خراسان رضوی ایران است. 

## جمعیت
این روستا در دهستان چناران قرار دارد و براساس سرشماری مرکز آمار ایران در سال ۱۳۸۵، جمعیت آن ۲۲۸ نفر (۵۶خانوار) بوده‌است.